# Maria Vittoria Francesca de Savoia
Maria Vittoria de Savoia (Maria Vittoria Francesca; 9 februarie 1690 – 8 iulie 1766) a fost fiica nelegitimă a lui Victor Amadeus al II-lea al Sardiniei și a metresei sale Jeanne Baptiste d'Albert de Luynes soția lui Joseph Ignace Scaglia, Conte de Verua. Ea a fost ascendenta lui Victor Emanuel al II-lea al Italiei și descendenta pretendentului la tronul Franței, Prințul Henri, Conte de Paris.

## Tinerețe
Maria Vittoria Francesca di Savoia a fost copilul  Victor Amadeus al II-lea al Sardiniei și a metresei sale Jeanne Baptiste d'Albert de Luynes. Relația părinților ei a început în anul 1689 când mama ei, Jeanne Baptiste, a atras atenția Ducelui de Savoia. Inițial mama ei nu a vrut să fie amanta ducelui însă a fost încurajată de soțul ei, soacra și în cele din urmă de soția ducelui, Anne Marie d'Orléans. Maria Vittoria s-a născut la Torino la 9 februarie 1690.
Curând părinții ei s-au îndrăgostit și a început la curte domnia mamei sale Jeanne Baptiste. Popularitatea mamei ei a făcut-o nepopulară la curtea savoiardă. Tatăl Mariei Vittoria a devenit obsedat de Jeanne Baptiste, care a decis să fugă din Savoia în 1700 și să se refugieze în Franța condusă de Ludovic al XIV-lea.
Maria Vittoria a avut un frate, Vittorio Francesco, care a murit în 1762, la vârsta de 68 de ani fără moștenitori. Când mama lor a părăsit Savoia, Maria Vittoria și fratele ei au rămas în grija iubitorului lor tată. Tatăl ei a aranjat căsătoria cu Victor Amadeus, Prinț de Carignan. Soțul ei făcea parte din cea mai importantă familie din regat după familia ducală.
Tatăl ei a recunoscut-o și a numit-o marchiză de Susa.